# Cyphomyrmex lectus
Cyphomyrmex lectus é uma espécie de inseto do gênero Cyphomyrmex, pertencente à família Formicidae.